# Джон Линдли
Джон Линдли (на английски: John Lindley) е английски ботаник, допринесъл за развитието на систематиката на растенията.

## Биография
Роден е на 5 февруари 1799 година в село Оулд Катън, графство Норфолк, на 3 км от град Норич, в семейството на собственик на разсадник и автор на наръчник по градинарство. Завършва училище в Норич, след което публикува няколко ботанически изследвания. През 1822 г. става помощник-секретар на Градинарското дружество в Лондон и започва да помага на Джон Клаудиус Лаудън при съставянето на „Енциклопедия на растенията“, завършена през 1829 година.
По време на работата си върху енциклопедията Линдли се убеждава в недостатъците на „изкуствената“ класификация на Карл Линей, сравнена с предлаганата по това време от учени като Антоан-Лоран дьо Жусийо „естествена“ система.
През 1829 г. Линдли оглавява Катедрата по ботаника в Университетски колеж Лондон и остава на този пост до 1860 г. През този период издава множество научни и научнопопулярни книги. Става член на Кралското дружество, Линеевото дружество и Геологическото дружество.
Умира на 1 ноември 1865 година в Лондон на 66-годишна възраст.

## Избрана библиография
- Превод на Analyse du fruit от L. C. M. Richard (1819)
- Monographia Rosarum (1820)
- Monographia Digitalium (1821)
- Observations on Pomaceae (1821)
- Monographie du genre rosier, traduit de l'anglais de J. Lindley ...par M. de Pronville (1824), в съавторство с Огюст дьо Пронвил
- A Botanical History of Roses
- Digitalia Monographia
- Collectanea botanica or Figures and botanic Illustrations of rare and curious exotic Plants  (1821 – 1826), в съавторство с Ричарад и Алън Тейлър
- A Synopsis of British Flora, arranged according to the Natural Order (1829)
- An Introduction to the Natural System of Botany (1830).
- An Outline of the First Principles of Horticulture (1832)
- An Outline of the Structure and Physiology of Plants (1832)
- Nixus Plantarum (1833)
- Einleitung in das natürliche System der Botanik (1833)
- Lindley, John. The Genera and Species of Orchidaceous Plants.   Ridgways, Piccadilly, 1835.
- A Natural System of Botany (1836)
- Lindley, John. A Systematic View of the Organisation, Natural Affinities, and Geographical Distribution, of the Whole Vegetable Kingdom; Together With the Uses of the Most Important Species in Medicine, the Arts, and Rural or Domestic Economy.   Longman, Rees, Orme, Brown, Green and Longman, 1836.
- The Fossil Flora of Great Britain (в съавторство с Уилям Хътън)
- Ladies' Botany or, A familiar introduction to the study of the natural system of botany (1834 – 37) [2 vols.] London: James Ridgway
- Flora Medica (1838)
- Sertum orchidaceum:a wreath of the most beautiful orchidaceous flowers selected by John Lindley. (1838)
- Appendix to the first twenty-three volumes of Edwards's botanical register (1839)
- Theory of Horticulture (1840)
- Sketch of the Vegetation of the Swan River Colony (1840)
- The genera and species of orchidaceous plants /by John Lindley. (1830 – 1840)
- The Vegetable Kingdom (1846)
- Edwards' botanical register (1829 – 1847) With James Ridgway. Vol. 15 – 33.
- Medical and oeconomical botany /by John Lindley (1849)
- Folia Orchidacea (1852)
- Paxton's flower garden by Professor Lindley and Sir Joseph Paxton et al. (1853), три тома.
- Descriptive Botany (1858)